# Johann Friedrich Natorp
Johann Friedrich Natorp (* 12. November 1662 in Minden; † 23. Mai 1740 in Hamburg) war ein deutscher Apotheker, Oberalter und Besitzer eines Naturalienkabinetts.

## Leben
Am 21. September 1699 wurde Natorp in Hamburg Deputierter der Bier- und Viehakzise. Am 1. Oktober 1705 wurde er an die Vorhöferei gewählt. Bei dem Ausbruch der Pest in Dänemark ernannte ihn die Bürgerschaft am 1. Oktober 1711 zu den 110 Personen „welche an den Thoren und Bäumen die Pässe nachsehen sollten“. Am 3. März 1713 wurde Natorp Mitglied des Niedergerichts (abweichend erst 1717) 1726 wurde er Kirchengeschworener (Jurat) und Gotteskastenverwalter. Am 17. Oktober 1735 wurde Natorp zum Oberalten für den verstorbenen Christopher Darnedden (1651–1735) gewählt.
1695 heiratete Natorp die Witwe Anna Margaretha Meyer (geborene Peters). Nach deren Tod vermählte er sich am 14. Oktober 1709 mit Elisabeth Lohe (1685–1725), die ihm sechs Töchter gebar. Seine jüngste Tochter Friederika (1723–1744) war mit Johann Eibert Gößler (1700–1776) verheiratet.

## Naturalienkabinett
Der Hamburger Kaufmann Kaspar Friedrich Jencquel führte 1727 in seiner Museographia an: „Hr. Johann Friedr. Natorp hat ausser seiner wohlbestellten Officin ein Raritäten-Gemach, darinnen viele Curiosa aus allen Orten der Welt können gesehen werden; wie denn sein Haus auch offtmals der Visite hoher Potentaten gewürdiget worden.“ Johann Philipp Becker weiß zu berichten, dass Natorps erste Sammlung, für die Peter der Große 80.000 Rubel geboten haben soll, durch einen entlassenen Knecht verloren ging, der Natorps Haus in Brand steckte.